# Final de la Liga Nacional de Básquet 2016-17
La final de la Liga Nacional de Básquet 2016-17 fue la trigésima tercer final disputada y tuvo lugar entre el 4 y el 15 de julio de 2017. La disputaron Regatas Corrientes, el campeón de la conferencia norte y San Lorenzo de Buenos Aires, el vigente campeón de La Liga y de la conferencia sur. Se disputó al mejor de siete juegos como se hace desde la temporada 1990-91, consagrándose campeón aquel equipo que llegase a vencer en cuatro partidos.
Fue la primera edición de la final de La Liga que se transmitió por Twitter, fue el juego 2 el que fue transmitido.

## Historia
|  | Cuartos de final de conferencia | Cuartos de final de conferencia | Cuartos de final de conferencia |               |   | Semifinales de conferencia | Semifinales de conferencia | Semifinales de conferencia |   |  | Finales de conferencia | Finales de conferencia | Finales de conferencia |  |    | Final nacional   | Final nacional | Final nacional |  |
|  |                                 |                                 |                                 |               |   |                            |                            |                            |   |  |                        |                        |                        |  |    |                  |                |                |  |
|  |                                 |                                 |                                 |               |   |                            |                            |                            |   |  |                        |                        |                        |  |    |                  |                |                |  |
|  |                                 |                                 |                                 |               |   |                            |                            |                            |   |  |                        |                        |                        |  |    |                  |                |                |  |
|  |                                 |                                 |                                 |               |   |                            |                            |                            |   |  |                        |                        |                        |  |    |                  |                |                |  |
|  |                                 |                                 |                                 |               |   |                            |                            |                            |   |  |                        |                        |                        |  |    |                  |                |                |  |
|  |                                 |                                 |                                 |               |   |                            |                            |                            |   |  |                        |                        |                        |  |    |                  |                |                |  |
|  |                                 |                                 |                                 |               |   |                            |                            |                            |   |  |                        |                        |                        |  |    |                  |                |                |  |
|  |                                 |                                 |                                 |               |   |                            |                            |                            |   |  |                        |                        |                        |  |    |                  |                |                |  |
|  |                                 |                                 |                                 |               |   |                            |                            |                            |   |  |                        |                        |                        |  |    |                  |                |                |  |
|  |                                 |                                 |                                 |               |   |                            |                            |                            |   |  |                        |                        |                        |  |    |                  |                |                |  |
|  |                                 |                                 |                                 |               |   |                            |                            |                            |   |  |                        |                        |                        |  |    |                  |                |                |  |
|  |                                 |                                 |                                 |               |   |                            | 1N                         | San Martín (C)             | 1 |  |                        |                        |                        |  |    |                  |                |                |  |
|  |                                 |                                 |                                 |               |   |                            |                            |                            | 1 |  |                        |                        |                        |  |    |                  |                |                |  |
|  |                                 |                                 | 3N                              | Regatas (C)   | 3 |                            |                            |                            |   |  |                        |                        |                        |  |    |                  |                |                |  |
|  |                                 |                                 | 3N                              | Regatas (C)   | 3 |                            |                            |                            |   |  |                        |                        |                        |  |    |                  |                |                |  |
|  |                                 |                                 |                                 |               |   |                            |                            |                            |   |  |                        |                        |                        |  |    |                  |                |                |  |
|  |                                 |                                 |                                 |               |   |                            |                            |                            |   |  |                        |                        |                        |  |    |                  |                |                |  |
|  |                                 | 2N                              | Estudiantes (C)                 | 1             |   |                            |                            |                            |   |  |                        |                        |                        |  |    |                  |                |                |  |
|  |                                 |                                 |                                 | 1             |   |                            |                            |                            |   |  |                        |                        |                        |  |    |                  |                |                |  |
|  |                                 |                                 | 3N                              | Regatas (C)   | 3 |                            |                            |                            |   |  |                        |                        |                        |  |    |                  |                |                |  |
|  | 3N                              | Regatas (C)                     | 3N                              | Regatas (C)   | 3 | 3                          |                            |                            |   |  |                        |                        |                        |  |    |                  |                |                |  |
|  | 3N                              | Regatas (C)                     |                                 |               |   |                            |                            |                            |   |  |                        |                        |                        |  |    |                  |                |                |  |
|  | 6N                              | Libertad                        | 1                               |               |   |                            |                            |                            |   |  |                        |                        |                        |  |    |                  |                |                |  |
|  | 6N                              | Libertad                        | 1                               |               |   |                            |                            |                            |   |  |                        |                        |                        |  | 1S | San Lorenzo (BA) |                |                |  |
|  |                                 |                                 |                                 |               |   |                            |                            |                            |   |  |                        |                        |                        |  | 1S | San Lorenzo (BA) |                |                |  |
|  |                                 |                                 | 3N                              | Regatas (C)   |   |                            |                            |                            |   |  |                        |                        |                        |  |    |                  |                |                |  |
|  |                                 |                                 | 3N                              | Regatas (C)   |   |                            |                            |                            |   |  |                        |                        |                        |  |    |                  |                |                |  |
|  |                                 |                                 |                                 |               |   |                            |                            |                            |   |  |                        |                        |                        |  |    |                  |                |                |  |
|  |                                 |                                 |                                 |               |   |                            |                            |                            |   |  |                        |                        |                        |  |    |                  |                |                |  |
|  |                                 | 1S                              | San Lorenzo (BA)                | 3             |   |                            |                            |                            |   |  |                        |                        |                        |  |    |                  |                |                |  |
|  |                                 |                                 |                                 | 3             |   |                            |                            |                            |   |  |                        |                        |                        |  |    |                  |                |                |  |
|  |                                 |                                 | 5S                              | Gimnasia (CR) | 0 |                            |                            |                            |   |  |                        |                        |                        |  |    |                  |                |                |  |
|  |                                 |                                 | 5S                              | Gimnasia (CR) | 0 |                            |                            |                            |   |  |                        |                        |                        |  |    |                  |                |                |  |
|  |                                 |                                 |                                 |               |   |                            |                            |                            |   |  |                        |                        |                        |  |    |                  |                |                |  |
|  |                                 |                                 |                                 |               |   |                            |                            |                            |   |  |                        |                        |                        |  |    |                  |                |                |  |
|  |                                 |                                 |                                 |               |   |                            | 1S                         | San Lorenzo (BA)           | 3 |  |                        |                        |                        |  |    |                  |                |                |  |
|  |                                 |                                 |                                 |               |   |                            |                            |                            | 3 |  |                        |                        |                        |  |    |                  |                |                |  |
|  |                                 |                                 | 6S                              | Quilmes       | 0 |                            |                            |                            |   |  |                        |                        |                        |  |    |                  |                |                |  |
|  |                                 |                                 | 6S                              | Quilmes       | 0 |                            |                            |                            |   |  |                        |                        |                        |  |    |                  |                |                |  |
|  |                                 |                                 |                                 |               |   |                            |                            |                            |   |  |                        |                        |                        |  |    |                  |                |                |  |
|  |                                 |                                 |                                 |               |   |                            |                            |                            |   |  |                        |                        |                        |  |    |                  |                |                |  |
|  |                                 |                                 |                                 |               |   |                            |                            |                            |   |  |                        |                        |                        |  |    |                  |                |                |  |
|  |                                 |                                 |                                 |               |   |                            |                            |                            |   |  |                        |                        |                        |  |    |                  |                |                |  |
|  |                                 |                                 |                                 |               |   |                            |                            |                            |   |  |                        |                        |                        |  |    |                  |                |                |  |
|  |                                 |                                 |                                 |               |   |                            |                            |                            |   |  |                        |                        |                        |  |    |                  |                |                |  |
|  |                                 |                                 |                                 |               |   |                            |                            |                            |   |  |                        |                        |                        |  |    |                  |                |                |  |
|  |                                 |                                 |                                 |               |   |                            |                            |                            |   |  |                        |                        |                        |  |    |                  |                |                |  |
|  |                                 |                                 |                                 |               |   |                            |                            |                            |   |  |                        |                        |                        |  |    |                  |                |                |  |
|  |                                 |                                 |                                 |               |   |                            |                            |                            |   |  |                        |                        |                        |  |    |                  |                |                |  |

Nota: Los equipos ubicados en la primera línea obtuvieron ventaja de localía.
Los resultados a la derecha de cada equipo representan los partidos ganados en la serie.

### Camino de San Lorenzo
San Lorenzo comenzó su tercera temporada como campeón vigente y bajo la conducción de Julio Lamas. Respecto al equipo del año pasado solamente se mantuvieron Marcos Mata y Nicolás Aguirre. Se reforzó con Gabriel Deck, Matías Sandes, Jerome Meyinsse, Mathias Calfani, Selem Safar y Guillermo Díaz, entre los más destacados. Además cambió su localía a su estadio propio, el Polideportivo Roberto Pando, el cual comenzó a usar el 24 de octubre.
El equipo no solo disputó La Liga, sino también la Liga de las Américas 2017 y un partido amistoso histórico ante Toronto Raptors de la NBA. En la liga nacional terminó primero de la conferencia sur en la primera fase y accedió al Torneo Súper 4, el cual ganó. En la segunda fase de la competencia nacional mantuvo su ubicación y accedió a semifinales de conferencia de manera directa. En play-offs primero eliminó a Gimnasia de Comodoro 3 a 0, y luego a Quilmes de Mar del Plata también 3 a 0 para así llegar invicto a la final.
En la competencia internacional quedó eliminado en uno de los dos grupos de semifinales disputado en Puerto Rico. En dicho torneo cosechó 4 victorias y 2 derrotas.
| 14 | 4 | 32 | 1.º | 14-4 | 26 | 12 | 96 | 1.º | 6 | 0 |

### Camino de Regatas Corrientes
Regatas Corrientes respecto la temporada pasada cambió varias fichas del equipo, tan solo siguieron Paolo Quinteros y Pablo Espinoza. El nuevo entrenador fue Gabriel Piccato mientras que entre los jugadores destacaron Fabián Ramírez Barrios, Fernando Martina, Donald Sims, Josh Duinker y Santiago Vidal. Duinker fue baja durante la temporada y fue reemplazado por Chevon Troutman.
Regatas disputó solo la Liga Nacional, su decimotercer temporada. Terminó cuarto en la primera fase y no accedió al Súper 4, mientras que en la segunda ronda terminó tercero de conferencia y arrancó los play-offs desde los cuartos de conferencia. En esa instancia eliminó a Libertad de Sunchales 3 a 1, y en semis de conferencia dejó en el camino al segundo de la Norte, Estudiantes Concordia para así disputar ante San Martín de Corrientes la final de la conferencia en una nueva edición del clásico correntino, la primera en esta instancia. Regatas superó a su rival 3 a 1 y accedió a su segunda final de Liga Nacional tras la de 2013, donde fue campeón.
| 11 | 7 | 29 | 4.º | 11-7 | 23 | 15 | 90 | 3.º | 9 | 3 |

### Enfrentamientos entre sí
| 14 de diciembre, 22:00 | Regatas Corrientes                                               | 71–84                | San Lorenzo (BA)                                                       | Corrientes                                                                                            |  |
|                        | Parciales: 24 - 29, 20 - 23, 10 - 20, 17 - 12                    |                      |                                                                        | |  |
|                        | Estadísticas Donald Sims 22 Chevon Troutman 7 Sims y Quinteros 4 | Reporte Pts Reb Asts | Estadísticas 18 Selem Safar 5 Matías Sandes 10 Gustavo Nicolás Aguirre | Pabellón: Estadio José Jorge Contte Árbitros: * Alejandro Chiti * Fabio Alaníz Televisión: TyC Sports |  |

| 22 de marzo, 21:00 | San Lorenzo (BA)                                                     | 99–86                | Regatas Corrientes                                                     | Buenos Aires                                                                                           |  |
|                    | Parciales: 21 - 18, 26 - 16, 29 - 30, 23 - 22                        |                      |                                                                        | |  |
|                    | Estadísticas Nicolás Aguirre 20 Jerome Meyinsse 7 Nicolás Aguirre 10 | Reporte Pts Reb Asts | Estadísticas 20 Paolo Quinteros 5 Troutman y Johnson 5 Chevon Troutman | Pabellón: Polideportivo Roberto Pando Árbitros: * Daniel Rodrigo * Oscar Brítez Televisión: TyC Sports |  |

## Desarrollo
Previo a los enfrentamientos en la final, San Lorenzo logró llegar a la final de manera invicta tras ganar sus dos series 3 a 0, y logró ser el noveno equipo en alcanzar esta marca. Mientras tanto, Regatas Corrientes no tuvo la baja de Donald Sims quien se ausentó para contraer matrimonio. Ambos equipos llegan a esta instancia habiendo logrado el título en alguna ocasión anterior, Regatas en la temporada 2012-13 y San Lorenzo en la 2015-16. San Lorenzo llegó como el candidato al título según varios jugadores de otros equipos.

Este equipo siempre se ha caracterizado por disimular las ausencias. Somos un conjunto muy solidario, que da ese extra y ese paso adelante para suplantarlas. Nunca fuimos favoritos, siempre el equipo vino con mucha humildad, haciendo su trabajo y sorteando obstáculos muy duros. No es casualidad que estemos acá, y somos un equipo de temer para San Lorenzo.
No cambiaron mucho las sensaciones de la primera final a esta. Siempre estoy con el mismo deseo y con las mismas ganas de más. Cuando logré mi primer título ya quería seguir cosechando trofeos y alegrías. Estar en otra final es un orgullo y un placer.
Paolo Quinteros, jugador de Regatas Corrientes, previo al juego 1.

El primer partido se jugó en Buenos Aires, en el Polideportivo Roberto Pando de San Lorenzo y ante estadio completo, y el visitante no pudo contar con dos de sus jugadores más dominantes, Donald Sims por lo ya mencionado y Paolo Quinteros que se lesionó antes del comienzo del partido. El local fue claro dominador del encuentro que ganó 88 a 62, cerrando el primer tiempo arriba por 20, 48 a 28. El partido tuvo como destacable problemas en los relojes y la expulsión de Selem Safar por dos faltas técnicas. San Lorenzo terminó con cuatro jugadores con más de 10 puntos (Gabriel Deck, Alex Pérez, Marcos Mata y Matías Sandes), mientras que Regatas solo contó con dos (Chevon Troutman y Juan Arengo).
En el segundo encuentro la visita nuevamente no contó con Paolo Quinteros ni con Donald Sims y el local aprovechó la situación para demostrar su superioridad. Se impuso 103 a 76 llegando a sacar una máxima de 35 puntos de diferencia y yéndose al descanso 57 a 34. En el local fueron puntos altos Nicolás Aguirre con 16 puntos y 6 rebotes, Marcos Mata con 16 puntos, 8 rebotes y 6 asistencias y Gabriel Deck, con 27 puntos en 25 minutos y 11 de 13 de tiros de cancha.

Creo que desde el primer cuarto fuimos muy agresivos y metimos muchísimos puntos. Sacamos una diferencia y lo importante fue que pudimos mantenerla, así que fue una gran victoria. Las claves pasaron por la defensa y la intensidad con la que entramos desde el primer minuto y que tuvimos casi durante todo el partido. Hemos hecho un gran trabajo así que ahora a descansar y a esperar el partido en Corrientes.
Gabriel Deck, jugador de San Lorenzo.

Creo que a lo largo de toda la temporada aprendimos que hay momentos que podes competir y hay momentos que solo podes resistir. San Lorenzo mostró dos juegos contundentes sobre todo el del jueves, con un nivel de efectividad y un ritmo muy superior, parecería no sólo con nosotros sino con respecto a la Liga misma pero esto ya es historia. Cada ausencia a éste nivel y con quien tenés delante es difícil de disimular pero creo que el equipo otra vez se autosuperó, volvimos a tener nuestra efectividad de tres puntos aun faltando Paolo y Donald, por lo tanto creo que hubo una mejora sustancial del primer al segundo partido.
Gabriel Piccato, entrenador de Regatas Corrientes.

Si hacemos las cosas bien, jugamos nuestro mejor básquet durante los 40 minutos para evitar que ellos no hagan pagar los errores, y si somos 100% Regatas, que todavía no lo fuimos en la serie, así sí podemos ganar.
Pablo Espinoza, jugador de Regatas Corrientes.

El segundo encuentro fue el primero que se transmitió por la plataforma de Twitter. El partido logró 1 600 000 visualizaciónes, casi 6 puntos de rating.
Para el tercer partido Regatas contó con su equipo completo, Paolo Quinteros volvió a jugar tras su lesión que lo marginó de los dos primeros partidos y Donald Sims volvió de Estados Unidos. Con dos jugadores más, Regatas equiparaba la larga plantilla con la que contaba San Lorenzo y ambos equipos presentaban sus mejores versiones en cancha. Con estadio repleto, el remero venció al vigente campeón 78 a 62, ganando el primer tiempo 47 a 34. A pesar de que Quinteros no jugó la segunda mitad del encuentro, en el local se notó la presencia del base estadounidense, que marcó 11 puntos en 33 minutos, mientras que por parte del visitante se destacó Alex Pérez en el comienzo del segundo tiempo y Gabriel Deck durante el último periodo.
En el entretiempo del partido hubo una trifulca entre Fabián Ramírez Barrios, de Regatas, y Selem Safar, de San Lorenzo, que terminó con el jugador del elenco bonaerense siendo atendido por los médicos. Según fuentes del Diario Olé, Safar comenzó una discusión que en el túnel de vestuarios terminó con un golpe de puño de Ramírez Barrios sobre el jugador del ciclón.
Al término del partido hubo una discusión entre Julio Lamas, entrenador del ciclón y Eduardo Tassano, vicepresidente de Regatas. El primero increpó al segundo acusándolo de un supuesto dopaje positivo «Estás enojado porque te cuestioné el doping de un jugador de ustedes en el segundo juego» mientras que el dirigente de Regatas solo contestó con un insulto.
En un cuarto partido donde Paolo Quinteros volvió a ausentarse por su fascitis plantar, San Lorenzo demostró superioridad y ganó 79 a 58, logrando cerrar el primer cuarto arriba por 12 (8 a 24) y llegando a una máxima de 20 en distintos momentos del partido. La figura del partido fue Selem Safar, quien en en anterior partido había tenido un incidente con otro jugador de Regatas Corrientes. Al retorno del entretiempo, Regatas bajó una diferencia de 12 a 8, pero la intensidad del juego de San Lorenzo hizo que el local no pudiera igualar el marcador.

La forma de juego fue la que nosotros queremos. Defender duro, que el contrario anote pocos puntos y se sienta incómodo en todo momento. La clave sin dudas fue nuestra defensa. Eso nos deja jugar de otra forma ofensivamente. Nos permite correr el contragolpe, que es un arma que nosotros tuvimos durante todo el año.
Selem Safar, jugador de San Lorenzo (BA).

El quinto partido de la serie se disputó el 15 de julio, tres días después de la victoria de San Lorenzo en Corrientes. El cuervo llegó con la chance de consagrarse campeón como local. El partido fue de San Lorenzo en todos los cuartos, ganó el primer tiempo con una diferencia de 14 puntos (43 a 29), y cerró el tercer cuarto 69 a 47, con Regatas sin poder achicar la diferencia. San Lorenzo se proclamó bicampeón, siendo el quinto equipo que lo logra. Además es el igualó la mejor marca histórica al registrar 10 victorias y 1 derrota en play-offs.

## Partidos

### Primer partido
| 4 de julio, 22:00 | San Lorenzo (BA)                                                                   | 88–62                | Regatas Corrientes                                                  | Buenos Aires |  |  |
|                   | Parciales: 24 - 16, 24 - 12, 18 - 12, 22 - 22                                      |                      |                                                                     | |  |  |
|                   | Estadísticas Gabriel Deck 16 Mathías Calfani 9 Mathías Calfani y Nicolás Aguirre 4 | Reporte Pts Reb Asts | Estadísticas 19 Chevon Troutman 8 Fernando Martina 6 Santiago Vidal | Pabellón: Polideportivo Roberto Pando Árbitros: * Alejandro Chiti * Juan Fernández * Diego Rougier Televisión: TyC Sports |  |  |
| Serie: 1 - 0      |                                                                                    |                      |                                                                     | |  |  |
|                   |                                                                                    |                      |                                                                     | |  |  |

| Jugador    | Jugador             | Minutos     | Pts         | Reb         | As          |
| ---------- | ------------------- | ----------- | ----------- | ----------- | ----------- |
| 2          | Alex Pérez          | 22:19       | 12          | 2           | 2           |
| 6          | Marcos Mata         | 25:42       | 14          | 4           | 1           |
| 14         | Gabriel Deck        | 23:57       | 16          | 6           | 0           |
| 55         | Jerome Meyinsse     | 21:01       | 3           | 2           | 0           |
| 7          | Nicolás Aguirre (C) | 16:48       | 8           | 5           | 4           |
| Suplentes  |                     |             |             |             |             |
| 9          | Santiago Scala      | 23:09       | 3           | 1           | 3           |
| 15         | Selem Safar 1       | 12:22       | 8           | 2           | 2           |
| 17         | Cristian Cardo      | 3:55        | 5           | 0           | 0           |
| 21         | Mathías Calfani     | 25:24       | 8           | 9           | 4           |
| 22         | Matías Sandes       | 18:58       | 11          | 5           | 2           |
| 24         | Lisandro Fernández  | 6:18        | 0           | 0           | 1           |
| Entrenador | Entrenador          | Julio Lamas | Julio Lamas | Julio Lamas | Julio Lamas |

| Jugador    | Jugador                | Minutos         | Pts             | Reb             | As              |
| ---------- | ---------------------- | --------------- | --------------- | --------------- | --------------- |
| 10         | Pablo Espinoza         | 28:44           | 2               | 7               | 1               |
| 11         | Fabián Ramírez Barrios | 25:24           | 3               | 6               | 0               |
| 2          | Chevon Troutman        | 21:45           | 19              | 3               | 0               |
| 4          | Santiago Vidal         | 35:24           | 6               | 4               | 6               |
| 20         | Juan Arengo            | 39:00           | 14              | 1               | 5               |
| Suplentes  |                        |                 |                 |                 |                 |
| 9          | Marco Giordano         | 5:35            | 5               | 0               | 0               |
| 14         | Javier Saiz            | 21:55           | 4               | 5               | 1               |
| 23         | Juan Cruz Rinaldi Saez | 0               | 0               | 0               | 0               |
| 7          | Lorenzo Ottani         | 3:55            | 0               | 1               | 1               |
| 44         | Fernando Martina       | 18:14           | 9               | 8               | 0               |
| 13         | Paolo Quinteros (C)2   | 0               | 0               | 0               | 0               |
| Entrenador | Entrenador             | Gabriel Piccato | Gabriel Piccato | Gabriel Piccato | Gabriel Piccato |

- (C): capitán
- 1: Fue expulsado por cometer dos faltas técnicas.
- 2: No jugó por estar lesionado.

### Segundo partido
| 6 de julio, 20:00 | San Lorenzo (BA)                                                | 103–76               | Regatas Corrientes                                            | Buenos Aires |  |  |
|                   | Parciales: 36 - 19, 21 - 15, 25 - 22, 21 - 20                   |                      |                                                               | |  |  |
|                   | Estadísticas Gabriel Deck 27 Mata y Calfani 8 Nicolás Aguirre 6 | Reporte Pts Reb Asts | Estadísticas 22 Juan Arengo 6 Pablo Espinoza 8 Santiago Vidal | Pabellón: Polideportivo Roberto Pando Árbitros: * Pablo Estévez * Fabricio Vito * Leonardo Zalazar Televisión: TyC Sports |  |  |
| Serie: 2 - 0      |                                                                 |                      |                                                               | |  |  |
|                   |                                                                 |                      |                                                               | |  |  |

| Jugador    | Jugador             | Minutos     | Pts         | Reb         | As          |
| ---------- | ------------------- | ----------- | ----------- | ----------- | ----------- |
| 2          | Alex Pérez          | 22:28       | 3           | 1           | 3           |
| 6          | Marcos Mata         | 25:01       | 16          | 8           | 5           |
| 14         | Gabriel Deck        | 25:06       | 27          | 2           | 2           |
| 55         | Jerome Meyinsse     | 19:52       | 7           | 4           | 0           |
| 7          | Nicolás Aguirre (C) | 21:38       | 16          | 3           | 6           |
| Suplentes  |                     |             |             |             |             |
| 9          | Santiago Scala      | 18:21       | 6           | 1           | 4           |
| 15         | Selem Safar         | 18:21       | 6           | 1           | 4           |
| 17         | Cristian Cardó      | 2:37        | 0           | 0           | 0           |
| 21         | Mathías Calfani     | 21:57       | 7           | 8           | 0           |
| 22         | Matías Sandes       | 20:07       | 12          | 3           | 3           |
| 24         | Lisandro Fernández  | 5:16        | 4           | 0           | 1           |
| Entrenador | Entrenador          | Julio Lamas | Julio Lamas | Julio Lamas | Julio Lamas |

| Jugador    | Jugador                | Minutos         | Pts             | Reb             | As              |
| ---------- | ---------------------- | --------------- | --------------- | --------------- | --------------- |
| 4          | Santiago Vidal         | 29:24           | 11              | 2               | 8               |
| 10         | Pablo Espinoza         | 25:55           | 0               | 6               | 0               |
| 11         | Fabián Ramírez Barrios | 25:53           | 19              | 5               | 0               |
| 2          | Chevon Troutman1       | 17:24           | 9               | 5               | 0               |
| 20         | Juan Arengo            | 36:13           | 22              | 1               | 4               |
| Suplentes  |                        |                 |                 |                 |                 |
| 7          | Lorenzo Ottani         | 10:00           | 0               | 1               | 0               |
| 9          | Marco Giordano         | 2:34            | 0               | 0               | 0               |
| 14         | Javier Saiz            | 29:58           | 3               | 2               | 1               |
| 23         | Juan Cruz Rinaldi      | 0               | 0               | 0               | 0               |
| 44         | Fernando Martina       | 22:35           | 12              | 4               | 0               |
| 13         | Paolo Quinteros (C)2   | 0               | 0               | 0               | 0               |
| Entrenador | Entrenador             | Gabriel Piccato | Gabriel Piccato | Gabriel Piccato | Gabriel Piccato |

- (C): capitán
- 1: Fue expulsado por cometer dos faltas técnicas.
- 2: No jugó por estar lesionado.

### Tercer partido
| 10 de julio, 22:00 | Regatas Corrientes                                                      | 78–62                | San Lorenzo (BA)                                               | Corrientes |  |  |
|                    | Parciales: 29 - 24, 18 - 10, 12 - 15, 19 - 13                           |                      |                                                                | |  |  |
|                    | Estadísticas Troutman y Quinteros 15 Pablo Espinoza 16 Pablo Espinoza 4 | Reporte Pts Reb Asts | Estadísticas 22 Gabriel Deck 7 Matías Sandes 8 Nicolás Aguirre | Pabellón: Estadio José Jorge Contte Árbitros: * Daniel Rodrigo * Fernando Sampietro * Oscar Brítez Televisión: TyC Sports |  |  |
| Serie: 1 - 2       |                                                                         |                      |                                                                | |  |  |
|                    |                                                                         |                      |                                                                | |  |  |

| Jugador    | Jugador                | Minutos         | Pts             | Reb             | As              |
| ---------- | ---------------------- | --------------- | --------------- | --------------- | --------------- |
| 5          | Donald Sims            | 33:15           | 11              | 0               | 3               |
| 10         | Pablo Espinoza         | 31:35           | 5               | 16              | 4               |
| 11         | Fabián Ramírez Barrios | 36:12           | 5               | 4               | 0               |
| 2          | Chevon Troutman        | 20:17           | 15              | 5               | 2               |
| 13         | Paolo Quinteros (C)    | 15:18           | 15              | 2               | 2               |
| Suplentes  |                        |                 |                 |                 |                 |
| 4          | Santiago Vidal         | 22:19           | 11              | 3               | 3               |
| 20         | Juan Arengo            | 9:06            | 2               | 3               | 0               |
| 7          | Lorenzo Ottani         | 0               | 0               | 0               | 0               |
| 9          | Marco Giordano         | 0               | 0               | 0               | 0               |
| 14         | Javier Saiz            | 12:11           | 0               | 1               | 0               |
| 23         | Juan Cruz Rinaldi      | 0               | 0               | 0               | 0               |
| 44         | Fernando Martina       | 19:42           | 14              | 6               | 0               |
| Entrenador | Entrenador             | Gabriel Piccato | Gabriel Piccato | Gabriel Piccato | Gabriel Piccato |

| Jugador    | Jugador             | Minutos     | Pts         | Reb         | As          |
| ---------- | ------------------- | ----------- | ----------- | ----------- | ----------- |
| 2          | Alex Pérez          | 20:20       | 11          | 3           | 5           |
| 6          | Marcos Mata         | 30:23       | 8           | 6           | 3           |
| 14         | Gabriel Deck        | 34:06       | 22          | 5           | 0           |
| 55         | Jerome Meyinsse     | 13:16       | 4           | 1           | 0           |
| 7          | Nicolás Aguirre (C) | 34:51       | 13          | 4           | 8           |
| Suplentes  |                     |             |             |             |             |
| 9          | Santiago Scala      | 11:45       | 0           | 1           | 3           |
| 15         | Selem Safar         | 13:01       | 0           | 0           | 3           |
| 17         | Cristian Cardo      | 0           | 0           | 0           | 0           |
| 21         | Mathías Calfani     | 21:08       | 3           | 4           | 1           |
| 22         | Matías Sandes       | 21:04       | 1           | 7           | 1           |
| 24         | Lisandro Fernández  | 0           | 0           | 0           | 0           |
| Entrenador | Entrenador          | Julio Lamas | Julio Lamas | Julio Lamas | Julio Lamas |

- (C): capitán

### Cuarto partido
| 12 de julio, 22:00 | Regatas Corrientes                                          | 58–79                | San Lorenzo (BA)                                                | Corrientes |  |  |
|                    | Parciales: 8 - 24, 16 - 12, 17 - 18, 17 - 25                |                      |                                                                 | |  |  |
|                    | Estadísticas Donald Sims 18 Pablo Espinoza 11 Donald Sims 4 | Reporte Pts Reb Asts | Estadísticas 16 Gabriel Deck 8 Mata y Calfani 9 Nicolás Aguirre | Pabellón: Estadio José Jorge Contte Árbitros: * Alejandro Chiti * Pablo Estévez * Juan Fernández Televisión: TyC Sports |  |  |
| Serie: 1 - 3       |                                                             |                      |                                                                 | |  |  |
|                    |                                                             |                      |                                                                 | |  |  |

| Jugador    | Jugador                | Minutos         | Pts             | Reb             | As              |
| ---------- | ---------------------- | --------------- | --------------- | --------------- | --------------- |
| 5          | Donald Sims            | 33:05           | 18              | 0               | 4               |
| 10         | Pablo Espinoza         | 29:38           | 5               | 11              | 2               |
| 11         | Fabián Ramírez Barrios | 29:22           | 6               | 3               | 0               |
| 20         | Juan Arengo            | 18:18           | 3               | 2               | 1               |
| 2          | Chevon Troutman        | 23:12           | 6               | 4               | 0               |
| Suplentes  |                        |                 |                 |                 |                 |
| 4          | Santiago Vidal         | 27:42           | 8               | 6               | 3               |
| 7          | Lorenzo Ottani         | 1:30            | 0               | 1               | 0               |
| 9          | Marco Giordano         | 0:54            | 0               | 0               | 0               |
| 14         | Javier Saiz            | 19:28           | 11              | 3               | 0               |
| 23         | Juan Cruz Rinaldi Saez | 0               | 0               | 0               | 0               |
| 44         | Fernando Martina       | 16:47           | 1               | 3               | 0               |
| 13         | Paolo Quinteros (C)1   | 0               | 0               | 0               | 0               |
| Entrenador | Entrenador             | Gabriel Piccato | Gabriel Piccato | Gabriel Piccato | Gabriel Piccato |

| Jugador    | Jugador             | Minutos     | Pts         | Reb         | As          |
| ---------- | ------------------- | ----------- | ----------- | ----------- | ----------- |
| 2          | Alex Pérez          | 19:07       | 4           | 2           | 2           |
| 6          | Marcos Mata         | 30:50       | 14          | 8           | 4           |
| 14         | Gabriel Deck        | 30:04       | 16          | 2           | 1           |
| 55         | Jerome Meyinsse     | 16:29       | 3           | 5           | 0           |
| 7          | Nicolás Aguirre (C) | 26:47       | 7           | 4           | 9           |
| Suplentes  |                     |             |             |             |             |
| 9          | Santiago Scala      | 16:53       | 2           | 0           | 0           |
| 15         | Selem Safar         | 19:00       | 20          | 1           | 0           |
| 17         | Cristian Cardo      | 0           | 0           | 0           | 0           |
| 21         | Mathías Calfani     | 19:45       | 2           | 8           | 1           |
| 22         | Matías Sandes       | 21:00       | 11          | 6           | 5           |
| 24         | Lisandro Fernández  | 0           | 0           | 0           | 0           |
| Entrenador | Entrenador          | Julio Lamas | Julio Lamas | Julio Lamas | Julio Lamas |

- (C): capitán
- 1: No jugó por estar lesionado.

### Quinto partido
| 15 de julio, 20:00 | San Lorenzo (BA)                                              | 94–59                | Regatas Corrientes                                                      | Buenos Aires |  |  |
|                    | Parciales: 25 - 18, 18 - 11, 26 - 18, 25 - 12                 |                      |                                                                         | |  |  |
|                    | Estadísticas Gabriel Deck 18 Gabriel Deck 12 Aguirre y Deck 5 | Reporte Pts Reb Asts | Estadísticas 15 Donald Sims 11 Pablo Espinoza 4 Vidal y Ramírez Barrios | Pabellón: Polideportivo Roberto Pando Árbitros: * Daniel Rodrigo * Fabricio Vito * Fernando Sampietro Televisión: TyC Sports |  |  |
| Serie: 4 - 1       |                                                               |                      |                                                                         | |  |  |
|                    |                                                               |                      |                                                                         | |  |  |

| Jugador    | Jugador             | Minutos     | Pts         | Reb         | As          |
| ---------- | ------------------- | ----------- | ----------- | ----------- | ----------- |
| 2          | Alex Pérez          | 19:08       | 3           | 0           | 0           |
| 6          | Marcos Mata         | 24:54       | 11          | 5           | 4           |
| 7          | Nicolás Aguirre (C) | 24:46       | 14          | 4           | 6           |
| 14         | Gabriel Deck        | 28:13       | 18          | 12          | 5           |
| 55         | Jerome Meyinsse     | 18:07       | 11          | 4           | 0           |
| Suplentes  |                     |             |             |             |             |
| 9          | Santiago Scala      | 19:14       | 6           | 1           | 0           |
| 10         | Lautaro López       | 0           | 0           | 0           | 0           |
| 13         | Leandro Cerminato   | 0           | 0           | 0           | 0           |
| 15         | Selem Safar         | 16:50       | 5           | 3           | 1           |
| 21         | Mathias Calfani     | 24:56       | 12          | 6           | 2           |
| 22         | Matías Sandes       | 21:52       | 12          | 4           | 3           |
| 24         | Lisandro Fernández  | 1:54        | 2           | 0           | 0           |
| Entrenador | Entrenador          | Julio Lamas | Julio Lamas | Julio Lamas | Julio Lamas |

| Jugador    | Jugador                | Minutos         | Pts             | Reb             | As              |
| ---------- | ---------------------- | --------------- | --------------- | --------------- | --------------- |
| 4          | Santiago Vidal         | 27:46           | 7               | 2               | 4               |
| 5          | Donald Sims            | 33:25           | 15              | 2               | 3               |
| 2          | Chevon Troutman        | 22:04           | 10              | 6               | 0               |
| 10         | Pablo Espinoza         | 32:12           | 5               | 11              | 1               |
| 11         | Fabián Ramírez Barrios | 26:10           | 6               | 0               | 4               |
| Suplentes  |                        |                 |                 |                 |                 |
| 20         | Juan Arengo            | 17:36           | 6               | 1               | 1               |
| 7          | Lorenzo Ottani         | 1:54            | 0               | 0               | 0               |
| 44         | Fernando Martina       | 17:55           | 6               | 1               | 1               |
| 13         | Paolo Quinteros (C)1   | 0               | 0               | 0               | 0               |
| 14         | Javier Saiz            | 19:42           | 4               | 3               | 0               |
| 9          | Marco Giordano         | 1:11            | 0               | 1               | 0               |
| Entrenador | Entrenador             | Gabriel Piccato | Gabriel Piccato | Gabriel Piccato | Gabriel Piccato |

- (C): capitán.
- 1: No jugó por estar lesionado.